# Apnoe
Syndrom spánkové apnoe (apnoe, apnoická pauza) je chorobný stav, při kterém dochází k opakovanému nekontrolovanému zadržení dechu (apnoické pauze) po určitý časový interval. Ten je doprovázen poklesem saturace krve kyslíkem (hypoxémia) nebo i bradykardií. Apnoe se často objevují u nedonošenců jako tzv. idiopatické apnoe způsobené nezralostí dechového centra.
Syndrom spánkové apnoe (SSA) je definován frekvencí apnoe a hypopnoe za hodinu a jejich délkou. Za patologickou hranici je považována frekvence 5 až 10 apnoí za hodinu s délkou trvání 10 sekund. Při zjištění apnoické pauzy je nutné co nejdříve vyhledat lékaře a začít daný problém řešit.

## Rozlišení druhů
- obstrukční – chybí průtok vzduchu, ale dýchací pohyby jsou zachovány
- centrální – chybí průtok vzduchu i dýchací pohyby (nejčastější druh)
- smíšené
- idiopatické – vyskytují se u nedonošenců, kteří nemají zcela vyvinutá axodendritická spojení respiračních neuronů v mozkovém kmeni; ty pak reagují na hypoxii apnoickou pauzou namísto hlubokého dýchání (hyperventilace)
- symptomatické – jsou způsobené intrakraniálním krvácením, syndromem dechové tísně, sepsí, aspirací, obstrukcí dýchacích cest, zápalem plic, meningitidou, zneužíváním drog matkou v těhotenství atd.[1]

## Patofyziologie syndromu
Částečný nebo úplný uzávěr horních cest dýchacích, tzn. apnoe, vzniká, když síly udržující dostatečnou průchodnost cest jsou slabší než síly působící na uzavření. Průchodnost cest udržují svaly, jejichž aktivita klesá ve spánku a může být ovlivněna dalšími stavy pacienta, mezi které patří např. hypoxie, svalová onemocnění apod. Pokud není kontrakce svalů dýchacích cest správně synchronizována s aktivitou bránice, může dojít ke kolapsu tkáně v důsledku podtlaku při nádechu. U většiny postižených pacientů jsou přítomna i anatomická zúžení dýchacích cest, např. zvětšené tonsily, prodloužené měkké patro, nádorové onemocnění apod. Dalším faktorem může být obezita pacienta, která způsobuje menší plicní objem, zvláště reziduální (zbytkovou) kapacitu, která nepřímo ovlivňuje velikost horních cest dýchacích. Tonus svalů podílejících se na dýchaní je negativně ovlivněn také užíváním diazepamu a ethylalkoholu. Obě tyto látky zvyšují práh probuzení a činí apnoe delší. Dalším vlivem je i taková poloha pacienta vůči působení gravitační síly, která zmenšuje průřez horních cest dýchacích (poloha těla naznak).
Apnoe jsou ukončovány tzv. probouzecí reakcí, při níž dochází k obnově průchodnosti dýchacích cest. Během probouzecí reakce nenastává trvalá bdělost, ale pacient ihned usíná. Souslednost těchto patologických jevů a následných reakcí vede k dělení spánku, které výrazně zhoršuje kvalitu spánku. Při obnově dýchacích cest dochází k hyperventilaci, při níž je kompenzován nedostatek přísunu vzduchu.

## Vliv na mozek
Existuje souvislost mezi objemem šedé hmoty mozkové a závažností SAS. U zkoumaných jedinců s prokázanou spánkovou apnoe klesá poměr šedé hmoty ku bílé hmotě se stoupající závažností poruchy. Nepoměr se nejvíce týká oblastí čelního laloku, temenního laloku a spánkového laloku. Při delší apnoe může klesnout poměr nasycení krve kyslíkem až na 70 %, což prokazatelně poškozuje nervová spojení i samotné buňky hlavně v periferních oblastech mozku. Spekuluje se také o opačné možnosti – pokud má jedinec méně vyvinuté nebo z nějakého důvodu poškozené některé oblasti spojené s kontrolou dýchání, je k apnoe náchylnější a probouzí se později. Této teorii nasvědčuje změna poměru obou typů mozkových hmot v závislosti na věku osob.

## Diagnostika
Rozhodnutí o léčbě se zakládá na diagnóze. Využívá se procesu celonočního monitorování, vyšetření EEG, EKG, EMG. Dalšími zkoumanými biofyziologickými parametry jsou proud vzduchu, pohyby očí, saturace hemoglobinu kyslíkem. Takové komplexní vyšetření se nazývá polysomnografie. Mezi další možné postupy patří vyšetření ORL, plicní vyšetření a jiná vyšetření, která se snaží odhalit vznik apnoe, případně vznik komplikací v dýchacích cestách.

### Polysomnografie
Polysomnografie je víceparametrové vyšetření sloužící k monitorování dějů v lidském těle převážně během spánku. Výsledkem vyšetření je polysomnogram (zkráceně PSG). Termín polysomnografie je složen z kořenu řeckého slova „polus“ (mnoho), latinského „somnus“ (spánek) a řeckého „graphein“ (psát).
Polysomnografie zkoumá soubor biologických a fyziologických změn, které mohou být doplněny videozáznamem monitorovaného pacienta. Vyšetření probíhá v noci, když pacient spí. Monitorování průběhu spánku může proběhnout buď v domácím prostředí pacienta pomocí přenosných záznamových zařízení, která jsou k pacientovi před spánkem připojena, nebo v prostředí spánkové laboratoře. Vyšetření zahrnuje ve většině případů záznam EEG (elektroencefalograf), záznam srdeční činnosti EKG (elektrokardiogram), záznam očních pohybů EOG (elektrookulogram), svalovou aktivitu EMG (elektromyogram), kyslíkovou saturaci a proud vzduchu nosní a ústní dutinou. U vyšetření je zohledněn pracovní nebo spánkový režim pacienta a případné další zdravotní komplikace, které souvisejí nebo se projevují během spánku.
Data z jednotlivých monitorovacích sond jsou kontinuálně sbírána a poté vyhodnocena z výstupu nazvaného polysomnogram. Ošetřující lékař volí před monitorováním konkrétní konfiguraci jednotlivých zařízení a množství příslušných sond. Zařízení snímající životní funkce bývají konfigurována standardně, s mnoha přívodními kabely k jednotlivým sondám, a proto může množství kabelů omezit přirozené pohyby pacienta a zkreslit záznam.
Záznam EEG se obvykle vytváří v konfiguraci s menším množstvím elektrod, než je běžné – monitorování pacienta je předběžné. Pokud jsou zaznamenány poruchy spánku, jsou doplněny zbývající elektrody. Rozmístění elektrod odpovídá systému 10–20.
EKG využívá ve standardní konfiguraci 12 elektrod. Pro účely polysomnografie se využívají tři elektrody. Hlavním cílem záznamu je průběh QRS komplexu. Abnormality srdeční činnosti v závislosti na části spánku, průběhu dechu a dalších veličin mohou souviset se syndromem apnoe.
EMG slouží k monitorování bioelektrických signálů generovaných činností kosterního svalstva. Pro účely polysomnografie se monitorují především stavy svalstva končetin. Během spánku dochází v závislosti na fázi spánku k různým pohybům nebo k relaxaci svalů; relaxace je doprovodným projevem tzv. REM fáze. Svalové projevy během spánku jsou důležité kvůli další z možných příčin ovlivňující vznik apnoe, která se nazývá parasomnie. Je to soubor patologických stavů, z nichž některé mohou negativně ovlivňovat průběh spánku.
Podmnožinou uvedené skupiny měřených parametrů je záznam očních pohybů elektrookulogram (EOG); snímá elektrické potenciály svalů očí. Snímané parametry pomáhají detekovat průběh spánku v REM fázi, pro kterou je typický zrychlený pohyb očí.
Pulsní oxymetrie měří množství saturovaného kyslíku v hemoglobinu.
Průtok vzduchu je měřen na konci nosní a ústní dutiny, nejčastěji pomocí tlakových senzorů. Další možností je měřit změny v obvodu hrudníku pomocí pásu s připevněným senzorem. Tento způsob měření může být zavádějící, protože měření nepodává informaci o průtoku vzduchu na konci dutiny, ale o změnách v obvodu hrudního koše. Proto bývá zařízení doplněno jednodušším senzorem, který dává informaci, zda vzduch proudí přes ústní a nosní dutinu, nebo neproudí. Průběh dechu je důležitým parametrem ke stanovení doby a délky apnoické pauzy ve spánku.
Dodatečné informace, mezi které patří videozáznam nebo zvukový záznam, se nejčastěji pořizují ve spánkové laboratoři, která je vybavena kamerami s nočním viděním.